# Дреер, Жозеф
Жозеф Дреер (фр. Joseph Dreher; 15 мая 1884, Marigny-l'Église — 1941, Нант, метрополия Франции) — французский легкоатлет, бронзовый призёр летних Олимпийских игр 1908 года.
На Играх 1908 года в Лондоне Дреер участвовал в двух дисциплинах. Вместе со своей командной он занял третье место в командной гонке на 3 мили, а также занял пятую позицию в полуфинале забега на 1500 м.